# Syntrichia limensis
Syntrichia limensis là một loài Rêu trong họ Pottiaceae. Loài này được (R.S. Williams) R.H. Zander miêu tả khoa học đầu tiên năm 1993.